# ألفونس دس أ. كولب
ألفونس دس أ. كولب هو نحات ألماني، ولد في 5 أكتوبر 1893 في هايدلبرغ في ألمانيا، وتوفي في 30 مارس 1983.